# Hans C. W. Hartmuth
Hans C. W. Hartmuth (* 20. August 1908 in Zwickau; † 29. September 1983 in Kaiserslautern) war ein deutscher Unternehmer.

## Biografie
Hans C. W. Hartmuth studierte Rechtswissenschaften in Tübingen und München. In München legte er beide Examina ab. Seit dem Sommersemester 1927 war er Mitglied der Burschenschaft Germania Tübingen.
Er war Personalvorstand und stellvertretender Vorstandsvorsitzender der G.M. Pfaff AG Kaiserslautern von 1958 bis 1973; außerdem langjähriger Präsident des rheinland-pfälzischen Arbeitgeberverbandes und des Verbandes der rheinland-pfälzischen Industrie bis 1983. Er wurde 1972 mit dem Großen Verdienstkreuz mit Stern ausgezeichnet.
Hartmuth war Aufsichtsratsvorsitzender der Unternehmen Seitz-Filter-Werke GmbH & Co. KG in Bad Kreuznach (heute als SeitzSchenk Filtersystems ein Tochterunternehmen der Pall Corporation), der Kammgarnspinnerei Kaiserslautern und Vorsitzender des Vorstandes des weltweit operierenden Druckmaschinenherstellers Albert-Frankenthal AG in Frankenthal (Pfalz) (heute Koenig & Bauer) in den späten 1970er-Jahren.